# Lothar Barthel
Lothar Barthel (* 28. Juni 1937 in Kirchworbis; † 20. Juli 2020) war ein deutscher Jurist und Politiker (CDU).

## Ausbildung und Beruf
Nach dem Besuch der Erweiterten Oberschule studierte Barthel bis 1963 Jura und Ökonomie an der Martin-Luther-Universität Halle-Wittenberg und an der Humboldt-Universität zu Berlin. Als Diplom-Jurist war er bis 1990 Justitiar und Leiter der Rechtsabteilung beim VEB Elektronik Gera. Von Juli 1990 bis 2002 war er selbständiger Rechtsanwalt in Gera, ab 2001 in Leinefelde.

## Politik
Barthel gehörte seit 1977 der CDU der DDR an und gehörte vor 1989 dem CDU-Bezirksvorstand Gera und dem CDU-Parteivorstand an.
Im März 1990 wurde Barthel im Wahlkreis Gera für die CDU in die Volkskammer gewählt. Im Oktober 1990 gehörte er zu den 144 Abgeordneten, die von der Volkskammer in den Bundestag entsandt wurden. Dem Bundestag gehörte er bis Dezember 1990 an.